# Tetrahydroxydibor
Tetrahydroxydibor ist eine anorganische chemische Verbindung, die der Gruppe der Diborverbindungen zugeordnet sowie auch als eine Borsäure betrachtet werden kann. Diborverbindungen können formal als Bor(II)-Verbindungen gesehen werden.

## Geschichte
Die Verbindung wurde erstmals 1937 von Egon Wiberg und Wilhelm Ruschmann als neue Borsäure (Unterborsäure) beschrieben. Die Synthese ging vom Bortrichlorid aus, welches durch eine Umsetzung mit einer unterstöchiometrischen Menge an Methanol in den Diester umgewandelt wurde.
{\displaystyle {\ce {BCl3 + 2 CH3OH -> B(OCH3)2Cl + 2 HCl}}}
In der folgenden Reduktion mit Natrium wurde analog zu einer Wurtzschen Synthese im gebildeten Tetramethoxydibor die Bor-Bor-Bindung geknüpft.
{\displaystyle {\ce {2 B(OCH3)2Cl + 2 Na -> B2(OCH3)4 + 2 NaCl}}}
Das Tetrahydroxydibor wurde dann durch die Verseifung des Tetramethoxydibors erhalten.
{\displaystyle {\ce {B2(OCH3)4 + 4 H2O -> B2(OH)4 + 4 CH3OH}}}

## Gewinnung und Darstellung
Neben der Herstellung aus ihren Estern wurden in den 1950er Jahren von T. Wartik und E.F. Apple Synthesen aus Dibortetrachlorid und von R. Brotherton aus Tetra(dimethylamino)dibor beschrieben.

## Eigenschaften

### Physikalische Eigenschaften
Tetrahydroxydibor bildet farblose Kristalle, die in einem monoklinen Kristallgitter mit der Raumgruppe P21/c (Raumgruppen-Nr. 14) mit den Gitterparametern a = 7,4090 Å; b = 7,6660 Å, c = 7,0421 Å und β = 116,04 ° sowie 4Formeleinheiten pro Elementarzelle auftreten. Im Kristallgitter sind die Moleküle über Wasserstoffbrücken zweidimensional verknüpft.

### Chemische Eigenschaften
Analog zur Borsäure B(OH)3, deren Entwässerung das Bortrioxid B2O3 ergibt, führt die Entwässerung von Tetrahydroxydibor zum Bor(II)-oxid (BO)x.
{\displaystyle \mathrm {B_{2}(OH)_{4}\rightarrow {\tfrac {2}{x}}\,(BO)_{x}+2\,H_{2}O} }
Die Wasserabgabe startet schon bei 90 °C, wobei für eine vollständige Umsetzung ein mehrstündiges Erhitzen auf 220 °C notwendig ist.
Die Verbindung wirkt als starkes Reduktionsmittel. So wird eine Kaliumpermanganatlösung entfärbt bzw. aus einer Silbernitratlösung Silber abgeschieden. Die wässrige Lösung ist nicht stabil. Schon bei Raumtemperatur erfolgt ein langsamer Zerfall zur Borsäure unter Wasserstoffentwicklung.
{\displaystyle {\ce {B2(OH)4 + 2 H2O -> 2 B(OH)3 + H2}}}
In Gegenwart von Luftsauerstoff wird innerhalb von zwei Stunden direkt Borsäure gebildet.
{\displaystyle {\ce {B2(OH)4 + H2O + 1/2 O2 -> 2 B(OH)3}}}

## Verwendung
In der organischen Synthese wird die Verbindung zur Einführung einer Borsubstitution am aktivierten Kohlenstoff im Molekül benutzt. Eine direkte Boronierung von Aromaten mit Palladium-Katalyse unter Bildung der entsprechenden Phenylboronsäuren ist möglich.
In Gegenwart von Kaliumhydrogendifluorid bildung der entsprechenden Trifluorphenylboraten
Die Phenylboronsäuren sowie die Trifluorphenylborate dienen als Edukte bei Suzuki-Kupplungen. Letztere sind stabilere und besser lagerfähige Äquivalente der Boronsäuren.